# Aleksander Skorupa
Aleksander Marek Skorupa (ur. 12 grudnia 1955 w Brzegu Dolnym) – polski polityk, samorządowiec i matematyk, w latach 2010–2014 wojewoda dolnośląski, poseł na Sejm VI kadencji.

## Życiorys
Ukończył studia z zakresu matematyki stosowanej na Politechnice Wrocławskiej. Do 1990 był zatrudniony w Zakładach Badawczych i Projektowych Miedzi „Cuprum” (powiązanych z KGHM) jako pracownik laboratorium ochrony powierzchni. Przez kolejne 17 lat pełnił funkcję burmistrza miasta i gminy Brzeg Dolny. W latach 90. sprawował jednocześnie mandat radnego Wrocławia, następnie od 1998 do 2002 był radnym sejmiku dolnośląskiego z ramienia Unii Wolności.
Należał do KLD i UW, od 2001 związany z Platformą Obywatelską. W wyborach parlamentarnych w 2001 bez powodzenia kandydował z jej listy do Sejmu.  W wyborach w 2007 uzyskał mandat poselski (kandydując w okręgu wrocławskim, otrzymał 4851 głosów).
28 grudnia 2010 został powołany na stanowisko wojewody dolnośląskiego, w związku z czym wygasł jego mandat poselski. 12 grudnia 2011 premier Donald Tusk ponownie powierzył mu funkcję wojewody. Zakończył urzędowanie 11 marca 2014. Objął stanowisko prezesa zarządu Wojewódzkiego Funduszu Ochrony Środowiska i Gospodarki Wodnej we Wrocławiu, którym kierował do 2017. Również w 2014 uzyskał ponownie mandat radnego sejmiku, z którego wkrótce zrezygnował w związku z zakazem łączenia funkcji. W 2015 ponownie wystartował do Sejmu z listy Platformy Obywatelskiej, a w 2018 z powodzeniem ubiegał się o mandat radnego województwa na VI kadencję.

## Odznaczenia
- Krzyż Kawalerski Orderu Odrodzenia Polski (2015)[6]
- Srebrny Krzyż Zasługi (2005)[7]
- Brązowy Krzyż Zasługi (2001)[8]
- Brązowa Odznaka „Zasłużony dla Ochrony Przeciwpożarowej” (2013)[9]